# Léon Bronchart
Léon Bronchart, né le 11 septembre 1896 à Bapaume (Pas-de-Calais) et mort le 25 septembre 1986 à Saint-Avertin (Indre-et-Loire), est un résistant et syndicaliste français. Cheminot, il est le seul conducteur connu de la SNCF ayant refusé de conduire un train de prisonniers — transfert depuis la prison de Eysses — pendant la Seconde Guerre mondiale. Déporté en 1943 au camp de Dora pour ses activités de résistance, il a reçu en 1994 le titre de Juste parmi les nations par le Mémorial de Yad Vashem.

## Biographie

### Un jeune soldat de 1914-1918
Léon Louis Bronchart est né le 11 septembre 1896 à Bapaume, Pas-de-Calais. Son père, Louis Bronchart, est tailleur de pierres, sa mère, Flore Mérienne, dévideuse en soie. Dès l'âge de 11 ans, il doit travailler comme ouvrier. Quand éclate la Première Guerre mondiale, il est volontaire pour se battre, et en 1914 il rejoint une compagnie du 60e régiment d'infanterie. Il participe à une bataille près de Péronne après laquelle il est fait prisonnier. Après plusieurs tentatives infructueuses, il parvient à s'échapper et rentre en France en novembre 1917. Il rejoint alors la Légion étrangère. À l'issue de la guerre, ses faits d'armes lui valent la Médaille militaire, la Médaille des évadés et la Croix du combattant volontaire.

### Cheminot
Léon Bronchart intègre, en 1919, la Compagnie du chemin de fer de Paris à Orléans (PO). Sa carrière sera la suivante :
- ouvrier en septembre 1919 ;
- chauffeur de route, le 17 septembre 1920 ;
- élève mécanicien de route le 19 décembre 1924 ;
- mécanicien de route le 9 janvier 1931 ;
- autorisé conducteur électricien le 29 juin 1946 ;
- chef de réserve traction le 1er août 1946.

En 1920, il se marie à Châtellerault avec Madeleine Mitton. Ils auront trois enfants, deux garçons, nés en 1922 et 1926, et une fille, née en 1934. Très actif, Léon Bronchart participe à des associations d'anciens combattants, reste en contact avec plusieurs de ses anciens camarades d'armée, et milite à la SFIO et à la CGT. Ce qu'il explique en soulignant : « J'ai été happé par les événements politiques du pays, particulièrement par la grève des cheminots de 1920. Dès mon jeune âge, j'étais sensibilisé par ces événements ; je fus dans l'obligation d'aller travailler très jeune, à onze ans j'étais teneur de moule dans une verrerie, ce travail précoce m'a marqué. »
En 1923, il se porte volontaire lors de l'occupation de la Rhénanie dans l'ouest de l'Allemagne et y participe, comme conducteur de train. En août 1925, lorsque éclate la guerre du Rif au Maroc, il est à nouveau volontaire, toujours comme chauffeur.
Son autobiographie, Ouvrier et soldat, évoque les débats de cette époque dans le syndicalisme non communiste, où se croisent des influences chrétiennes de gauche et des influences « planistes », selon la trame d'amitiés nouées entre simples ouvriers et polytechniciens d'X-Crise dans les tranchées et les stalags de la Première Guerre mondiale : accepter ou pas de négocier des conventions collectives, des indemnisations pour incapacité professionnelle, etc. On y voit germer le rêve d'un « État social » à base syndicale, qui sera partiellement repris par le Conseil national de la Résistance.

### La Seconde Guerre mondiale
Au début de la Seconde Guerre mondiale, bien qu'il ne soit plus mobilisable, Léon Bronchart s'engage lorsque commence la drôle de guerre, et est affecté comme sergent-chef à la 7e section des chemins de fer de campagne, à Beauvais. L'avancée des armées allemandes et un ordre de repli l'amènent à une retraite qui le conduit ensuite à Bordeaux. Après l'armistice, il est envoyé à Brive, au « dépôt vapeur de service rapide ». Il participe à la Résistance intérieure française, dans le mouvement Combat. Fin 1942, il fournit des faux papiers à ses voisins juifs et facilite le passage en zone d'occupation italienne d'un de leurs amis en lui fournissant un uniforme de la SNCF.

#### Refus d'obéissance
Le 31 octobre 1942, Léon Bronchart se trouve en service à Montauban :

« Quand, en attendant ma mise en tête, j'assiste à l'évolution d'une rame que l'on ajoute au train que je dois emmener. Sur les marchepieds des éléments de la Police d'État gardent les portières, j'effectue ma mise en tête et je m'enquiers auprès du sous-chef de gare de la raison d'un tel service d'ordre et de sécurité. Il m'apprend que ce sont des internés politiques que l'on transfère d'Eysses à Saint-Paul-d'Eyjeaux. Aussitôt ma détermination est prise, je refuse d'emmener le train. Chef de gare, chef de dépôt, sous-chef de dépôt, inspecteur viennent au pied de la machine discuter avec moi : malgré les conseils, les objurgations, les sommations, les menaces, j'ai continué à refuser ; quand j'en ai eu assez, j'ai coupé moi-même la machine, et avancé auprès du mat. Rentré au dépôt, je me suis rendu au bureau du chef de dépôt, au sous-chef, j'ai dit : « Si vous voulez, faites venir un médecin pour qu'il puisse constater que je ne suis ni fou, ni ivre ». »

— Léon Bronchart, Ouvrier et soldat
Ce refus d'obéissance, unique parmi les cheminots français,, lui vaut l'admiration et les félicitations de ses collègues, et de nombreuses candidatures pour se joindre à des actions de résistance. Il lui vaut également une suspension. Il est entendu par ses supérieurs, mais son passé et ses décorations d'ancien combattant contribuent à leur clémence. Il reçoit un avertissement et ses primes de fin d'année 1942 sont supprimées.

#### Arrestation et déportation
Le réseau auquel participe Léon Bronchart mène de nombreuses opérations : sabotages, distributions clandestines de journaux et de tracts, attentats, etc. Le 29 janvier 1943, il est arrêté à son domicile par les Allemands, ainsi que son fils aîné — 20 ans cette année-là. Tous deux sont interrogés et battus, puis internés au camp de Royallieu à Compiègne. Ils sont ensuite déportés, toujours ensemble, passant à Oranienburg. En mai 1943, ils sont transférés à Falkensee, son fils reste là. Quant à Léon Bronchart, il part à Buchenwald et sera envoyé à Dora où il sera affecté au kommando des électriciens. Par ce travail, il ira aussi au kommando d'Ellrich. Ce n'est qu'après la guerre que Léon Bronchart apprendra que son fils a comme lui survécu. Début 1944, avec d'autres internés français, il parvient à effectuer des sabotages, après qu'ils ont compris que le camp fabrique des armes - il s'agissait des fusées V2.
En juillet 1944, les déportés sont évacués, d'étape en étape jusqu'à Bergen. Le 15 avril 1945, les troupes britanniques libèrent le camp. Le 30 avril, Léon Bronchart est de retour chez lui. Il indique ainsi le nombre de survivants de Dora : « Sur plusieurs dizaines de milliers de Français qui ont alimenté Dora, au recensement nous restons quatorze cents ! Sur les matricules 14.000, 20.000, 21.000 à 22.200 qui sont arrivés à Dora en septembre-octobre 1943, nous sommes 42 ; sur les soixante-dix d'Oranienburg nous restons deux : un mineur de Sallaumines et moi. »
Pendant son absence, son épouse Charlotte n'a cessé de participer à la Résistance.

### Après-guerre
Il reprend le travail en septembre 1945, comme employé de bureau de la SNCF, son état de santé de grand invalide à la suite des privations et sévices subis ne lui permettant plus de conduire une locomotive. Après avoir passé avec succès le concours de chef de réserve, il demande deux ans plus tard sa mise à la retraite et achève son activité professionnelle en août 1947.
Léon Bronchart meurt le 25 septembre 1986, à 90 ans, à Saint-Avertin (Indre-et-Loire).

#### Distinctions
En 1946, Léon Bronchart est nommé chevalier de la Légion d'honneur, avec la citation suivante : « Bronchart Léon, Louis, Capitaine des Forces Françaises de l'Intérieur, mécanicien de route SNCF. Résistant de la première heure, engagé volontaire 1914-1918 et 1939-1945 a été à l'origine de la formation du NAP de l'AS fer et des groupes-francs ferroviaires. A organisé le sabotage et refusé à plusieurs reprises de remorquer des trains de déportés et de troupes allemandes. Arrêté par la Gestapo, a été déporté après deux tentatives d'évasion. A continué la résistance et le sabotage dans les différents camps d'internement où il a été détenu 23 mois. Les présentes promotions ou nominations comportent l'attribution de la Croix de guerre avec palme. »
Par décret du 11 mars 1947, la médaille de la Résistance est décernée au capitaine Bronchart et remise par le général Kœnig.
En 1958, il est promu officier de la Légion d'honneur par décret en date du 31 juillet 1958, publié au Journal officiel du 4 et 5 août 1958. Léon Bronchart est décoré par Edmond Michelet.
En 1965, il est promu commandeur de la Légion d'honneur par décret en date du 26 avril, inséré au Journal officiel le 28 avril 1965. Il est décoré par Adrien Cart.
Le titre de Juste parmi les nations lui est décerné en 1994. Selon le mémorial de Yad Vashem, il est le seul cheminot qui ait refusé de conduire un train de prisonniers.

### Mémoire d'un Juste
Pendant le colloque de l'Association pour l’histoire des chemins de fer en France (AHICF) de juin 2000, sur le thème « Une entreprise publique dans la guerre : la SNCF, 1939-1945 », Serge Klarsfeld indiquait : « On m’a signalé qu’un conducteur de train de Brive, Léon Bronchard [sic], aurait refusé de conduire un convoi en 1942 : il aurait été radié des cadres le 30 octobre et aurait été arrêté le 8 janvier 1943. C’est à la Direction des archives de la SNCF de nous dire si ce renseignement est exact. »
En 2004, le livre de témoignages d'Alain Vincenot, La France résistante : Histoires de héros ordinaires, mentionne : « Léon Bronchard [sic] conducteur de locomotive à Brive-la-Gaillarde qui non seulement a fourni des faux papiers à ses voisins les Rosenberg et à leurs trois enfants, mais a sauvé un de leurs amis Adolphe Strykowsky, dans des circonstances difficiles mais il est le seul conducteur à avoir refusé de conduire un convoi de juifs de Montauban vers l’Est le 31 octobre 1942. Deux mois plus tard, il laissera un convoi allemand à quai. Il sera déporté avec son fils de 20 ans. »

### Hommages
- Un passage porte son nom depuis novembre 2023 à Épinay-sur-Orge, près de la gare SNCF reliant cette gare et la station T12.
- Des rues portent le nom de Léon Bronchart à Saint-Avertin, à Saran, et une allée à Paris.
- Son nom figure dans l'Allée des Justes qui borde le Mémorial de la Shoah à Paris[8], avec une faute d'orthographe (un « d » au lieu du « t » à la fin) soit Léon « Bronchard ».
- Une plaque rappelant son refus de conduire le train de déportés a été dévoilée en mars 2016 à la Gare de Brive-la-Gaillarde[9].
- En octobre 2019, la voie CU/18, située dans le nouveau quartier Chapelle international (18e arrondissement de Paris) prend le nom d'allée Léon-Bronchart[10].

## Œuvres
- Léon Bronchart, Ouvrier et soldat, imprimerie H. Meffre, Vaison-la-Romaine, 1969, autobiographie (en page intérieure, le titre complet est « Léon Bronchart ouvre ses cahiers et raconte sa vie d'ouvrier et soldat »)

### Filmographie
- Léon Bronchart apparaît dans une séquence d'un film réalisé par Igor Barrère pour la première émission d'À armes égales, en 1970. L'émission est disponible sur le site de l'INA.